# Thiurame

Structure générique des thiurames.

Les thiurames sont une famille de composés chimiques caractérisés par la présence du motif >N–CS–(S)n–CS–N< entre groupes organiques. Les plus connus sont les disulfures de thiurame, pour lesquels n = 2.
On peut obtenir les thiurames à partir de dithiocarbamates, caractérisés par la présence du motif >N–CS–S–, par réaction avec le phosgène COCl2. Les disulfures de thiurame sont préparés par oxydation ménagée à partir de dithiocarbamates, comme le diéthyldithiocarbamate de zinc, et sont employés comme accélérateurs de vulcanisation. Le thirame (disulfure de tétraméthylthiurame) et le disulfirame (disulfure de tétraéthylthiurame) sont des exemples de disulfures de thiurame.
Ces composés présentent une certaine toxicité dans les tissus biologiques, avec par exemple un effet mutagène mis en évidence sur des bactéries, ou encore un effet induisant l'apoptose des lymphocytes T en présence de cuivre. Les cas d'allergies ne sont pas rares, par exemple chez les professionnels de santé portant des gants en latex contenant des thiurames.